# Contes de fades (anime)
Contes de fades (世界名作童話 まんがシリーズ, Sekai meisaku dōwa manga shirīzu, lit: 'La sèrie manga de les obres mestres dels contes de fades del món'), és una sèrie de 20 curtmetratges d'anime japonès basats en contes de fades i històries curtes populars.
Produïts per Toei Animation, els curts no es van estrenar als cinemes, es van publicar per primera vegada al Japó en Single 8 per Toei Company i Fujifilm en tres trams: octubre de 1975, febrer de 1979 i febrer de 1983. La sèrie curta es va emetre més tard a TX el 1988.
En català es va estrenar el 17 d'abril de 1985 a l'espai Fes Flash! de TV3.

## Resum
Cada curtmetratge és la transposició d'un famós conte popular, un conte de fades o una novel·la clàssica infantil escrita per un autor famós, com ara: els germans Grimm, Hans Christian Andersen, Isop, Charles Perrault o Lyman Frank Baum.

## Doblatge
| Personatge    | Japonès       | Català        |
| ------------- | ------------- | ------------- |
| Narrador      | Kyōko Kishida |               |
| Aneguet lleig |               | Elsa Fàbregas |

## Distribució
La sèrie es va estrenar al Japó en VHS i Betamax per Toei Video l'any 1991, tant sense esmentar el títol de la sèrie com amb els títols alternatius: Sekai meisaku dōwa-kan (世界名作童話館) i Anime meisaku dōwa (アニメ名作童話).

## Curtmetratges
| Núm. | Títol                                                                                | Data d'emissió original | Data d'emissió en català |
| ---- | ------------------------------------------------------------------------------------ | ----------------------- | ------------------------ |
| 1    | Hansel i Gretel Henzeru to Gureteru (ヘンゼルとグレーテル)                           | Octubre 1975            |                          |
| 2    | La princesa Ditona Oyayubi hime (おやゆび姫)                                         | Octubre 1975            |                          |
| 3    | En Joanet i la mongetera Jakku to mame no ki (ジャックと豆の木)                      | Octubre 1975            |                          |
| 4    | El sol i la tramuntana Kitakaze to taiyō (北風と太陽)                                | Octubre 1975            | 15 de maig de 1985       |
| 5    | Aladí i la llàntia meravellosa Arajin to fushigi na ranpu (アラジンとふしぎなランプ) | Octubre 1975            |                          |
| 6    | El vestit nou de l'emperador Hadaka no ōsama (はだかの王様)                          | Octubre 1975            |                          |
| 7    | Les set cabretes i el llop Nana hiki no koyagi (七ひきの子やぎ)                      | Octubre 1975            |                          |
| 8    | El príncep cigne Hakuchō no ōji (白鳥の王子)                                         | Octubre 1975            |                          |
| 9    | El rei Mides Ōsama no mimi wa roba no mimi (王様の耳はロバの耳)                      | Octubre 1975            | 31 de maig de 1985       |
| 10   | La venedora de llumins Macchi uri no shōjo (マッチ売りの少女)                        | Octubre 1975            | 29 de maig de 1985       |
| 11   | Alí-Babà i els 40 lladres Ari Baba to 40-nin no tōzoku (アリババと40人の盗賊)        | Febrer 1979             | 7 de juny de 1985        |
| 12   | L'aneguet lleig Minikui ahiru no ko (みにくいあひるの子)                             | Febrer 1979             | 17 de juny de 1985       |
| 13   | La ventafocs Shinderera hime (シンデレラ姫)                                          | Febrer 1979             |                          |
| 14   | Les sabates vermelles Akai kutsu (赤い靴)                                            | Febrer 1979             |                          |
| 15   | Els músics de Bremen Burēmen no ongaku tai (ブレーメンの音楽隊)                      | Febrer 1979             |                          |
| 16   | La caputxeta vermella Akazukin-chan (赤ずきんちゃん)                                 | Febrer 1983             | 10 de juliol de 1985     |
| 17   | El nan i el sabater Kobito to kutsuya (こびとと靴屋)                                 | Febrer 1983             | 12 de juliol de 1985     |
| 18   | La bella dorment Nemuri hime (ねむり姫)                                              | Febrer 1983             |                          |
| 19   | El màgic d'Oz Ozu no mahōtsukai (オズの魔法使い)                                     | Febrer 1983             |                          |
| 20   | La catifa màgica Mahō no jūtan (魔法のじゅうたん)                                    | Febrer 1983             | 16 de juliol de 1985     |